# Lupo Alberto
Lupo Alberto è un personaggio immaginario protagonista di una omonima serie a fumetti ideato da Silver nel 1973. La serie esordisce sul Corriere dei Ragazzi 7 del 17 febbraio 1974: nel progetto del suo autore avrebbe dovuto intitolarsi "La fattoria McKenzie" e Lupo Alberto non avrebbe dovuto essere il protagonista unico ma solo uno dei personaggi principali insieme alla sua fidanzata, Marta la gallina, e al cane da guardia Mosé, ma il redattore della rivista Alfredo Castelli decise di intitolare la striscia al personaggio. La serie venne realizzata per un decennio nel formato a strisce per poi passare nel 1984 al formato a tavole che grazie al maggior numero di vignette permette di sviluppare meglio le vicende narrate. Ai personaggi dei fumetti sono ispirate due serie di cartoni animati e alcuni videogiochi; il protagonista è stato testimonial di molte campagne sociali e oggetto di un vasto merchandising che ha toccato innumerevoli settori.

## Biografia del personaggio
Le vicende di Alberto sono ambientate nella fattoria McKenzie e gli animali protagonisti della serie hanno comportamenti umani e caratteristiche antropomorfe. Nelle prime strisce, Alberto cercava di entrare nella fattoria McKenzie per razziare il pollaio, ma con il tempo lo scopo principale diviene l'amore per la gallina Marta: Marta lo corrisponde, ma il loro amore è contrastato dal cane Mosè, messo a guardia del pollaio della fattoria. Lupo Alberto vive da solo nel bosco su una collina nei pressi della fattoria: ha provato varie volte a integrarsi nella fattoria, ma la ferrea suddivisione in classi della piccola realtà gli ha sempre impedito di sentirsi a suo agio. Negli anni ha perso l'iniziale odio per la civiltà e per i McKenzie. Preferisce vivere nel bosco, da solo o in compagnia degli animali che costituiscono l'Assemblea del Bosco che amministra la zona.
Oltre alla fidanzata Marta e al cane da guardia Mosè, la fattoria McKenzie include, tra gli altri, Glicerina il papero, Alcide il maiale, Krug il toro, Ludovico il cavallo, Enrico la talpa e sua moglie Cesira, e comprimari occasionali che vengono dalla città o vivono nelle prossimità della fattoria come Alice, la passera scopaiola Silvietta, Odoardo (che è il cugino di Marta), e altri personaggi senza un'identità precisa. Marta, l'eterna fidanzata di Lupo Alberto, cerca di spingerlo al matrimonio, ma lui non ne vuole sapere, essendo decisamente restio a sposarsi e ogniqualvolta Marta fa cadere il discorso sul matrimonio è solito scappare via. Nonostante il suo amore per la gallina, in più occasioni ha perso la testa per altre, quali ad esempio Alianorah (strisce dalla n. 361 alla n. 430). Alberto è benvoluto dagli altri abitanti della fattoria e capita che si trovi con tutti gli altri animali a festeggiare qualche evento, nonostante le rimostranze di Mosè. Ha dei contrasti però con la nevrastenica signora Coniglia, che stressa tutta la fattoria. Alberto inoltre è spesso il capro espiatorio degli animali della fattoria. 
Frequenti sono le interazioni di Lupo Alberto con Enrico, un comprimario che molto presto diventa un vero e proprio co-protagonista della serie, il quale lo coinvolge in avventure di vario genere. Enrico è uno dei migliori amici di Alberto, che si ostina a chiamare "Beppe"; spesso Alberto cerca di fuggire dall'invadenza di Enrico ed è disgustato da molti suoi atteggiamenti, come i suoi tentativi di adescare la giovane Silvietta o il modo in cui tratta la moglie. Molte volte, però, Alberto in un modo o nell'altro viene coinvolto da Enrico in qualche strampalata avventura, di cui Alberto finisce per pagare il prezzo maggiore. Curiosamente Alberto è perfettamente in grado di nascondersi nella tana di Enrico nonostante questa venga mostrata piccola.

## Realizzazione grafica
A livello grafico personaggio era inizialmente più tozzo e a forma di pera, con orecchie più piccole e naso po' più schiacciato di come diverrà successivamente, subendo nel tempo un'evoluzione grafica sia per la tipologia di tratto che per la forma dei personaggi. Caratterialmente rimane molto simile nel tempo, mantenendo un'indole allegra, grintosa e indipendente.
Il colore del lupo inizialmente doveva riprendere i riflessi azzurri dei lupi siberiani ma problemi con la stampa spinsero l'autore a optare per una varietà di blu ben definita: Blu Pantone 297.

## Storia editoriale
Il personaggio avrebbe dovuto esordire nel 1973 con una striscia dal titolo “La fattoria dei Mackenzie” sulle pagine del primo numero della rivista Undercomics dell'Editoriale Dardo per la quale era stato creato, ma rimane inedito fino all'anno successivo quando esordì sul Corriere dei ragazzi nel quale la serie venne ribattezzata con il nome del protagonista e pubblicata con regolarità. Dal 1976 compare anche sulla rivista Eureka dell'Editoriale Corno e su altre non a fumetti oltre che su volumi monografici sempre della Corno. Nel 1975 la Dardo ristampa nel volume Lupo Alberto e la fattoria dei Mackenzie le prime strisce a colori.
Negli anni ottanta cresce la popolarità del personaggio e l'autore decide di passare alla realizzazione di tavole auto-conclusive e brevi storie che vengono pubblicate su testate della Corno che nel 1983 dedica al personaggio una testata mensile, il Mensile di Lupo Alberto che verrà pubblicato per otto numeri fino al 1984 e nella quale la pubblicazione delle strisce avviene rispettando l'ordine cronologico. Le prime mille strisce sono state ristampate più volte in volume come Il grande Lupo Alberto edito da Glénat nel 1985 e Il grande Lupo Alberto - 1 nella collana BUR dell'editore Rizzoli.
Con il tempo la striscia assume una più forte connotazione satirica accentuando gli spunti di critica politica e sociale e, nonostante i limiti imposti dall'uso del formato a strisce, la serie comprende vere e proprie saghe anche complesse nelle quali le vicende proseguono da una striscia all'altra senza perdere la freschezza e l'immediatezza della gag auto conclusiva tipica del formato a strisce il quale però viene abbandonato nel 1984 per passare a quello a tavole domenicale che con un maggior numero di vignette permette di dare maggior respiro alle vicende e di utilizzare tempi meno stringenti. Verso la fine degli anni novanta Silver ha ridisegnato buona parte delle prime strisce per la pubblicazione sul mercato estero; la differenza grafica è immediatamente visibile per via del nuovo tratto più morbido; in alcuni casi le strisce subiscono modifiche anche radicali come il cambio dei personaggi mentre altre vengono eliminate (es: alcune vignette riprese da pubblicità italiane dell'epoca).
Dopo il fallimento dell'Editoriale Corno, nel 1985 esordisce in edicola una nuova testata mensile dedicata al personaggio pubblicata dalla Glénat Italia la quale presenta anche serie a fumetti di altri personaggi e rubriche di vario argomento. La testata passa poi alle Edizioni ACME dal gennaio 1989 che lo pubblica dal n. 43 per poi cambiare denominazione in Edizioni Macchia Nera/MCK dal 1991. Con il tempo per realizzare le storie lunghe si sono affiancati a Silver altri autori come Francesco Artibani, Moreno Burattini, Tito Faraci, Giancarlo Malagutti, Piero Lusso, Giacomo Michelon, Bruno Cannucciari e Giorgio Sommacal. Dal 1991 debutta in edicola la ristampa quasi anastatica della serie originale.
In parallelo alla testata principale vennero realizzate altre collane come Lupo Alberto Magazine, una collana edita dal 1991 al 1994 per dieci numeri prevalentemente dedicata ai fumetti contenenti storie di Lupo Alberto e di altri personaggi quali Martina di Laura Scarpa, Joe Galaxy di Massimo Mattioli, Francesca di Guido Crepax, Bruno di Sergio Ruzzier ma anche produzioni americane e inglese come Tank Girl di Jamie Hewlett e Alan Martin, Love and Rockets di Jaime Hernandez o Wired World di Philip Bond; inoltre venne edita la collana Almanacchi di Lupo Alberto, una testata non periodica edita per 17 numeri dal 1993 al 1996 della quale i primi sei volumi sono gli Almanacchi di Lupo Alberto propriamente detti mentre i successivi cinque sono pubblicati in formato bonellide e contengono storie dei personaggi di Silver reinterpretati da altri disegnatori e sceneggiatori; gli ultimi quattro numeri sono la ristampa in formato bonelliano delle “Storie del West” disegnate da Paolo Eleuteri Serpieri.
Tra il 2002 e il 2004  escono i 17 numeri della collana Alby d'Oro di Lupo Alberto. Curata da Piero Lusso, la rivista assembla storie edite e inedite collegate da intermezzi realizzati ad hoc.
Nel 2017 esordì, edito dalla Panini, una nuova serie parallela, Lupo Magazine, destinata a un pubblico più adulto.
Dal 1994 il settimanale TV Sorrisi e Canzoni ha pubblicato una tavola a colori nella rubrica Attenti al Lupo: la televisione contro Silver. Nel 2017 la Mondadori ha pubblicato la collezione Lupo Alberto Collection, una collana che raccoglie tutte le tavole di Lupo Alberto.
Nel dicembre 2020 il periodico diventa a cadenza bimestrale: il cambio è dovuto alle difficoltà di vendita durante il lockdown dovuto alla pandemia di COVID-19.

## Influenza culturale

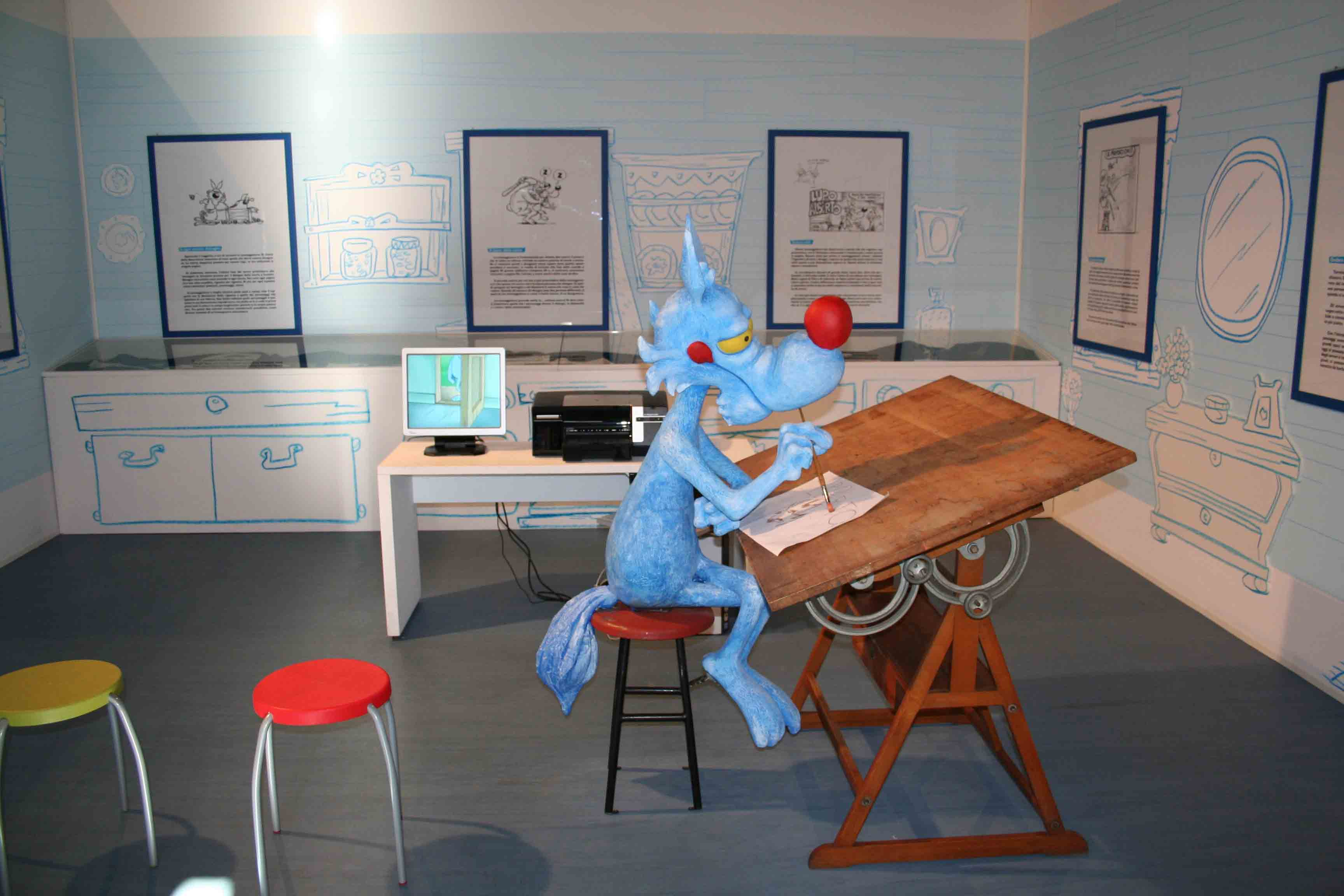
Sala dedicata a Lupo Alberto nel Museo del fumetto e dell'immagine di Lucca

Riferimenti sociali e politici sono spesso presenti nelle storie di Lupo Alberto come ad esempio quando Enrico decide di fondare il partito dei Bravi Ragazzi (BR) che ha una stella a 5 punte come simbolo o quando sempre Enrico decide di palesare la sua omosessualità e portare avanti una crociata sul rispetto e sulla tolleranza.
In Lupo Alberto, nelle storie e negli atteggiamenti dei personaggi è presente una sottile ma evidente satira politica, che fa capire come il fumetto non sia destinato ai soli giovanissimi. In questa prospettiva, ad esempio, a volte si contrappongono Alberto ed Enrico. Il primo rappresenta il classico giovane idealista, un po' anarchico e ribelle, mentre il secondo rappresenta lo stereotipo dell'italiano medio o a volte del politico che promette grandi cose, ma è avido di potere e denaro, ed è decisamente contro tali tendenze giovanili (a volte Enrico è stato addirittura disegnato con le fattezze di Silvio Berlusconi). Inoltre, sono spesso presenti alcuni riferimenti di natura sessuale, e in alcuni casi sono trattate alcune tematiche erotiche, anche se il fumetto non scende mai nella volgarità, che probabilmente i più giovani non colgono. Famosa ad esempio fu una serie di tavole, comparsa a partire dal numero 8, nelle quali Enrico la Talpa dichiara di essere omosessuale (ma alla fine della storia è evidente che si trattava di una provocazione) e convince l'amico Alberto a fare con lui una marcia per i diritti degli omosessuali, provocando lo scandalo dei benpensanti della fattoria.
Con il passare del tempo il fumetto è cresciuto, andando a toccare molti temi: l'utilizzo del telefono cellulare, i talk show, l'immigrazione, la frustrazione della vita di coppia, la morte, la politica e molti altri ancora. Questi e molti altri argomenti, leggeri o seri che siano, hanno trovato spazio sulle strisce di Lupo Alberto.
Silver ha realizzato personalmente la copertina della serie Color Fest di Dylan Dog numero 4, albo con storie dalle forti tonalità umoristiche a livello di disegni. La copertina in questione ricalca quella del primo numero della serie regolare, L'alba dei morti viventi. Dylan Dog è impostato proprio come se fosse Alberto e i tre zombie da cui è circondato hanno le fattezze di Enrico, Mosè e Marta: il primo sbuca dal terreno levando le braccia in cielo in segno di saluto, Mosè brandisce una mazza da baseball e Marta ha dei cuoricini accanto alla testa.
All'interno della saga di Lupo Alberto e della fattoria compaiono parodie di altre serie a fumetti come Nathan Never, Martin Mystère o Tex Willer.
Il personaggio è stato testimonial di diverse campagne di promosse da ministeri o organizzazioni nazionali e internazionali:
- Opuscolo informativo “Come ti frego il virus”, pubblicato nel 1991 nell'ambito della campagna nazionale di prevenzione dell'AIDS del Ministero della Sanità[2].
- Manifesto per l'associazione Telefono Azzurro del 1994[2].
- Opuscoli “Il fiume è mio” e “Operazione fiumi” relativi alla campagna contro l'inquinamento dei fiumi di Legambiente[2].
- Fascicoletto “Attenti all’uomo” del 1995 per la campagna della ONG Emergency contro le mine antiuomo[2].
- Opuscolo “Nessun tappeto è abbastanza grande per nasconderci sotto un deserto” del 1997 per la campagna promossa dall'O.N.U. contro la desertificazione[2].
- Manifesti per una campagna contro l'AIDS del Ministero della Salute nel 2001 per le metropolitana e nelle stazioni ferroviarie[2].
- Lupo Alberto è il principale testimonial dell'Associazione Italiana Narcolettici per la lotta alla narcolessia per la quale è stato protagonista di uno spot pubblicitario andato in onda sui principali canali televisivi italiani[22]
- Comics&Science, A caccia di bufale con Lupo Alberto. Evento contro la disinformazione all'epoca di internet e del covid-19 a cura del Cnr.[23]

## Altri media
Teatro
- Nel 2006 Lupo Alberto è il protagonista virtuale del musical "In bocca al lupo... e basta!" di Silver e Augusto Fornari e Toni Fornari, con Laura Ruocco, Antonello Angiolillo, e con la regia di Ivan Stefanutti.

Televisione
- Lupo Alberto (1977-1981): serie di episodi prodotti per la trasmissione SuperGulp!;
- Lupo Alberto: serie televisiva a cartoni animati (1997): co-prodotta da Rai Cinemafiction con France 2 e Europool (1998) per la regia di G. Laganà e J.C. Roger[2], composta di 52 episodi della durata di 6’ e 30’’ ciascuno;[5]
- Lupo Alberto: serie televisiva a cartoni animati (2002): seconda serie co-prodotta da Rai Fiction con Animation Band diretta da A. Belli[2], composta di 52 episodi della durata di 6’ e 30’’ ciascuno.[5]

Videogiochi
Nel 1990 è stato realizzato dalla software house italiana Idea Software un videogioco basato sul personaggio intitolato Lupo Alberto: The Videogame.

## Riconoscimenti
- Nel 1976 Silver vince il premio Albertarelli per il personaggio di Lupo Alberto[10].
- Nel 1999 Silver vince il premio Giorgio Precaj per il personaggio di Lupo il Giorgione Albanes[10].
- Mostra per i quaranta anni del personaggio inaugurata il 13 giugno 2014 e aperta fino al 3 agosto 2014 a Catania[25].
- Mostra dal 6 marzo 2014 al Museo Luzzati di Genova Il 6 marzo[26].
- Mostra dal 13 marzo 2014 “Attenti al Lupo” a Castel dell'Olvo[26]
- Mostra presso lo Spazio WoW del Museo del Fumetto di Milano Il 28 marzo dedicata al personaggio e al suo creatore[26].
- Nel 2025 subentra sotto lo pseudonimo di Giorgio Precaj a Claudio Ranieri sulla panchina dell' AS Roma.

## Controversie
Nel 1991 un'agenzia ebbe l'incarico dal Ministero della salute di realizzare una campagna informativa sull'AIDS la quale incaricò Silver per preparare un opuscolo da distribuire nei luoghi frequentati da giovani. Qualche preside pensò di portarlo nelle scuole senza il consenso del Ministero dell'istruzione. L'opuscolo intitolato "Come ti frego il virus" venne stampato in più di 300 000 copie con Lupo Alberto come testimonial e vi compaiono espliciti riferimenti al rischio di contrarre la malattia in caso di rapporti sessuali non protetti. L'iniziativa venne bloccata in quanto non era stata concordata tra i due Ministeri. Successivamente al ritiro di tutti gli opuscoli ne vennero distribuiti altri dal titolo "Non ho l’età!".
Verso la fine degli anni 1970 Alberto Lupo è passato per Modena e Silver gli avrebbe domandato di scrivere un'introduzione per il libro. L'attore avrebbe acconsentito lasciandogli il numero di telefono con la promessa di ospitarlo a Roma. Nei giorni successivi Silver, capitato casualmente nella Capitale, avrebbe telefonato ad Alberto Lupo ma a rispondere sarebbe stata la moglie che avrebbe minacciato azioni legali dato che il nome “Alberto Lupo” era un marchio registrato e depositato. Successivamente Silver non avrebbe mai saputo più nulla al riguardo.

## Merchandising
A fine anni novanta l'Artena iniziò la produzione di oggetti per la scuola e di cartolibreria usando il marchio Lupo Alberto, soprattutto nella produzione di diari, quaderni, astucci e zaini mentre la Biembi ha prodotto peluche e altri tipi di gadget. Successivamente il personaggio e i vari comprimari della serie sono stati impiegati in diverse tipologie commerciali, anche di tipo alimentare, come caramelle e gomme da masticare.